# Mycosphaerella maculiformis
Mycosphaerella maculiformis är en svampart som först beskrevs av Christiaan Hendrik Persoon, och fick sitt nu gällande namn av Joseph Schröter 1894. Mycosphaerella maculiformis ingår i släktet Mycosphaerella och familjen Mycosphaerellaceae.   Inga underarter finns listade i Catalogue of Life.